# 最古のマクドナルド店舗
最古のマクドナルド店舗（さいこのマクドナルドてんぽ）では、アメリカ合衆国カリフォルニア州ダウニーのフローレンス通りにある、現存するなかで最も古いマクドナルドの店舗について記す。閉店したものを含めても3番目に古く、1953年8月18日に開店したものである。また、レイ・クロックがマクドナルドを買収し、マクドナルドを設立する前にマクドナルド兄弟によってフランチャイズされた2番目の店舗でもあった。現在この店舗はダウニーの主要な観光名所のひとつである。また、アメリカ合衆国国家歴史登録財の基準を満たしていると1984年にされたものの、所有者が反対したため登録には至らなかった。

## 歴史
マクドナルド兄弟は1937年にモンロービア空港に隣接してエアドロームと呼ばれる小さな八角形の建物である最初の店舗をオープンさせた。建物は、1940年にカリフォルニア州サンバーナーディーノの1398北E通りに移転した。元々はバーベキューのドライブインであったが、利益のほとんどがハンバーガーからのものであることに気付き、1948年に3か月間店を閉じ、12月にハンバーガー、ポテトチップス、オレンジジュースを販売するハンバーガー店として再び開店した。翌年、フライドポテトとコカ・コーラがメニューに追加された。レストランは大成功を収め、兄弟たちは1953年にフランチャイズを始めた。
最初のフランチャイズは、5月にアリゾナ州フェニックスに定額料金1,000ドル（2020年には9,700ドルに相当）でレストランをオープンした。店は、南カリフォルニアの建築家スタンリー・クラーク・メストンと彼のアシスタントであるチャールズ・フィッシュによって作成された、マクドナルド兄弟のゴールデンアーチの標準化されたデザインを採用した最初のレストランだった。フォックスが「マクドナルド」の名前を使用したことは、明らかに兄弟たちにとって驚きであった。
フォックスの義理の兄弟であるロジャー・ウィリアムズと彼のビジネスのパートナーであるバーデット・"バドゥ"・ランドンがフランチャイジーだった。彼らは場所を選択する際に、専門知識を使用した。マクドナルド兄弟の他のフランチャイズのように、彼らはメストンのデザインを使用する必要があったのだ。
その後、マクドナルドはレイ・クロックがチェーンを買収したが、あくまでマクドナルド兄弟と直接合意の下でフランチャイズされたため、レストランはクロック率いるマクドナルドコーポレーション（以下、マクドナルド）のフランチャイジー対象外となった。そのため、他店と比較してメニューなどの細かい違いがあり、例えばビッグマックなどが販売されていなかった。これらの違いと、1970年代半ばにマクドナルドが関与する店舗がオープンしたことなど、店は売り上げが伸び悩み、結局1990年にマクドナルドが買収・直営化する結果となった。
売上高の低さ、1994年のノースリッジ地震による被害、ドライブアップウィンドウと屋内席の欠如により、レストランを閉店する予定であった。しかし、それは、ナショナル・トラスト・フォー・ヒストリック・プリザベーションの1994年の最も絶滅の危機に瀕している11の史跡のリスト（英語）に記載されており、マクドナルドは、一般市民と保護主義者の両方がレストランの救済を要求したため、2年間かけてレストランを復旧させ、再開した。
現在復元されたレストランと隣接するギフトショップや美術館を訪れることができる。
 

## ギャラリー

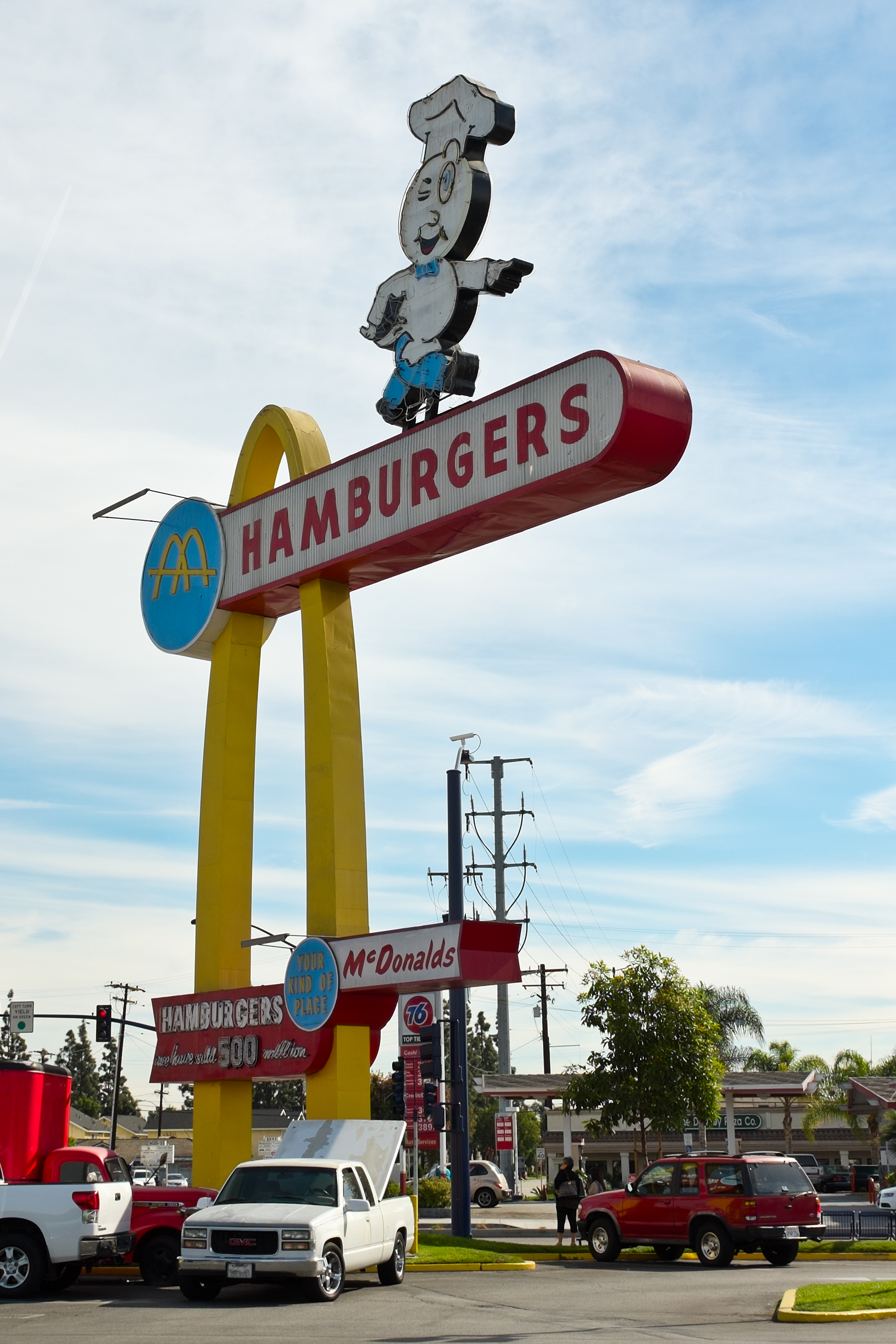
ダウニーのマクドナルドの外看板、2017年